# VC Eendracht Houtem
VC Eendracht Houtem is een Belgische voetbalclub uit Sint-Lievens-Houtem. De club is aangesloten bij de KBVB met stamnummer 8725 en heeft geel-zwart als clubkleuren. De bijnaam 'De Rebellen' verwijst naar de amateurvoetbalclub waar E.Houtem uit ontstond. 

## Geschiedenis

### Oprichting
Begin 1971 rijpt het idee om naast KVC Sint-Livinus Sint-Lievens-Houtem een tweede ploeg in competitie te brengen. Enkele maanden later, bij aanvang van het seizoen 1971/72 wordt "Rebellen Houtem" de naam van de nieuwe club die geel en zwart als clubkleuren draagt en start in de 3e provinciale afdeling van de liefhebbersvoetbalbond. Driemaal op rij werd de titel behaald en in 1977 werden De Rebellen zelfs Vlaams Liefhebberskampioen. Door de fusie der gemeenten in 1977 telde Sint-Lievens-Houtem genoeg inwoners om ook een bijkomende club aan te sluiten bij de KBVB. In het seizoen 1980/81 wordt deze stap gezet, en de naam veranderd naar Voetbalclub Eendracht Houtem.

### Opmars
De club startte in de laagste reeks bij de KBVB, namelijk 4e Provinciale. Al na 5 seizoenen wordt een eerste titel behaald, maar evenveel jaar later, in 1990, keert Eendracht terug naar de laagste afdeling. Met een nieuwe bestuursploeg komt een nieuwe wind door de club waaien, met de titel en promotie terug naar 3e Provinciale als beloning in 1995/96. Lang duurt het plezier alweer niet, want in 1999 is het terug naar af. De ambitie van de entourage van de club lag echter niet in de laagste reeks, en deze keer werd er gewerkt aan een meer structurele groei van de club. Na enkele mooie jaren in 4e Provinciale werd de titel opnieuw behaald en in het seizoen 2003/04 ging de club voor de 3e keer naar 3e Provinciale. Ook nu duurde het verblijf daar niet lang, maar deze keer in de goeie zin: na twee seizoenen speelde de club alweer kampioen waardoor ze in 2006 voor het eerst in de clubgeschiedenis promoveerden naar 2e Provinciale.

### Actuele situatie
Sinds de promotie naar 2e Provinciale werd E.Houtem daar een vaste waarde, tot het degradeerde aan het einde van seizoen 2016/17. Na 3 seizoenen kon E.Houtem terugkeren naar 2e Provinciale, als beste tweede gerangschikte toen het seizoen 2019/20 werd stilgelegd omwille van COVID-19. De club heeft al jaren een bijzonder grote jeugdwerking met maar liefst 16 jeugdploegen in gewestelijke reeksen. In totaal telt de club zo'n 240 spelers.

### Infrastructuur

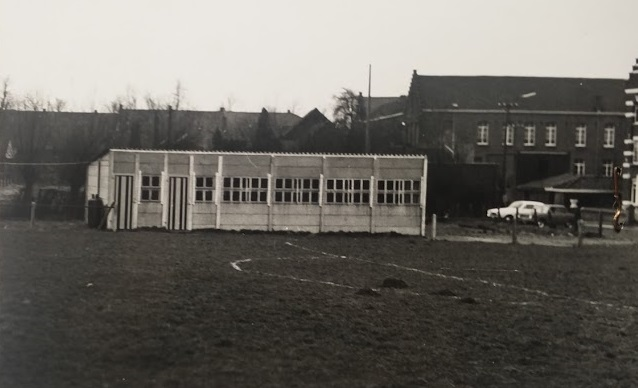
Oorspronkelijke kantine in 1970

Al sinds het ontstaan van de club worden de thuiswedstrijden van alle ploegen gespeeld in de Kloosterstraat in Sint-Lievens-Houtem. De oorspronkelijke kantine die werd gebouwd in 1970 en later ook uitgebreid, werd in 1988 vervangen door een nagelnieuwe kantine met 4 gedeeltelijk ondergrondse kleedkamers voor spelers en 1 voor scheidsrechters, een overdekte zittribune en een volledig uitgeruste kantine met tot 280 zitplaatsen die zijn tijd erg vooruit was. In 2007 werd aan de andere kant van het A-terrein nog een overdekte staantribune gebouwd, en werden er nog 2 kleedkamers voor spelers en 1 voor scheidsrechters bijgebouwd.
Sinds de zomer van 2016 ligt op het voormalige A-terrein van de club, dat overgedragen werd aan Gemeente Sint-Lievens-Houtem, een gemeentelijk kunstgrasterrein. Dit terrein wordt vooral door E.Houtem gebruikt maar biedt ook mogelijkheden aan de andere veldvoetbalclubs in de gemeente, net als lokale verenigingen.
In maart 2022 brak het noodlot uit, wanneer aan het einde van een eetfestijn de volledige kantine uitbrandde. Intussen is de club volop bezig met de volledige vernieuwing van de infrastructuur.

## Resultaten
| Seizoen | Afdeling | Afdeling | Afdeling | Afdeling | Reeks     | Punten | Opmerkingen                                                                           |
|         | P.I      | P.II     | P.III    | P.IV     |           |        |                                                                                       |
| ------- | -------- | -------- | -------- | -------- | --------- | ------ | ------------------------------------------------------------------------------------- |
| 2004/05 |          |          | 8        |          | 3e Prov.B | 43     |                                                                                       |
| 2005/06 |          |          | 1        |          | 3e Prov.D | 68     | Promotie naar 2e Prov.                                                                |
| 2006/07 |          | 11       |          |          | 2e Prov.B | 35     |                                                                                       |
| 2007/08 |          | 14       |          |          | 2e Prov.B | 25     |                                                                                       |
| 2008/09 |          | 13       |          |          | 2e Prov.C | 30     |                                                                                       |
| 2009/10 |          | 13       |          |          | 2e Prov.B | 31     |                                                                                       |
| 2010/11 |          | 8        |          |          | 2e Prov.C | 41     |                                                                                       |
| 2011/12 |          | 8        |          |          | 2e Prov.B | 43     |                                                                                       |
| 2012/13 |          | 10       |          |          | 2e Prov.B | 42     |                                                                                       |
| 2013/14 |          | 4        |          |          | 2e Prov.B | 55     |                                                                                       |
| 2014/15 |          | 8        |          |          | 2e Prov.B | 41     |                                                                                       |
| 2015/16 |          | 12       |          |          | 2e Prov.B | 30     |                                                                                       |
| 2016/17 |          | 14       |          |          | 2e Prov.B | 30     | Degradatie naar 3e Provinciale;                                                       |
| 2017/18 |          |          | 8        |          | 3e Prov.B | 48     |                                                                                       |
| 2018/19 |          |          | 2        |          | 3e Prov.D | 70     | Uitgeschakeld in halve finale eindronde                                               |
| 2019/20 |          |          | 2        |          | 3e Prov.B | 56     | Promotie naar 2e Provinciale wegens vroegtijdige stopzetting competitie door COVID-19 |
| 2020/21 |          | 12       |          |          | 2e Prov.B | 6      | Competitie geannuleerd omwille van COVID-19                                           |
| 2021/22 |          | 10       |          |          | 2e Prov.B | 33     |                                                                                       |
| 2022/23 |          | 8        |          |          | 2e Prov.B | 48     |                                                                                       |
| 2023/24 |          | 14       |          |          | 2e Prov.B | 32     |                                                                                       |
| 2024/25 |          | 9        |          |          | 2e Prov.B | 41     |                                                                                       |
| 2025/26 |          |          |          |          | 2e Prov.B |        |                                                                                       |